# Aya (téléfilm)
Pour les articles homonymes, voir Aya.
Pour plus de détails, voir Fiche technique et Distribution.
Aya est un téléfilm d'Henri Duparc réalisé en 1986, racontant le périple d’une petite fille de 8 ans qui part à la recherche de son amie française Caroline, partie prématurément de Côte d’Ivoire pour retourner en France.

## Synopsis
Aya apprend que son amie Caroline, la petite Française, est rentrée dans son pays. Très affectée, elle décide de partir à la recherche de cette dernière et traverse la brousse afin de la rejoindre.

## Fiche technique
- Titre : Aya
- Réalisateur : Henri Duparc
- Production : Focale 13 (Les Films Henri Duparc)
- Coproductions : Ministère français de la Coopération et Radio-France Outre- Mer, Ministère de l’Education Nationale et de l’information.
- Chef opérateur : Benoît Say Kan N’Da
- Ingénieur du son : Johson Etienne
- Musique : Boncana Maïga
- Montage : Salimata Cissé
- Pays :  Côte d'Ivoire
- Langue : Français
- Durée : 130 minutes (10 x 13 minutes)
- Format : 16 mm /couleur
- Genre : Aventure